# Pinnotherelia
Pinnotherelia is een geslacht van kreeftachtigen uit de klasse van de Malacostraca (hogere kreeftachtigen).

## Soort
- Pinnotherelia laevigata H. Milne Edwards & Lucas, 1843